# Raito Automobile Company
Raito Automobile Company war ein japanischer Hersteller von Kraftfahrzeugen.

## Unternehmensgeschichte
Das Unternehmen hatte seinen Sitz in Tokio. 1932 begann die Produktion von Nutzfahrzeugen. Der Markenname lautete Raito. 1937 ergänzte ein Personenkraftwagen das Sortiment. 1938 endete die Produktion.

## Fahrzeuge
Das erste Modell war ein Pick-up. Er hatte einen Ottomotor mit 732 cm³ Hubraum und 17 PS Leistung. Er war vorne im Fahrzeug montiert und trieb die Hinterräder an.
1938 erschien das Modell Spirit. Erhältlich war es als zweitürige Limousine, Kastenwagen und kleiner Lastkraftwagen. Motorisch änderte sich nichts. Die Fahrzeuge waren 280 cm lang.